# 山庄乡 (华池县)
山庄乡，是中华人民共和国甘肃省庆阳市华池县下辖的一个乡镇级行政单位。

## 行政区划
山庄乡下辖以下地区：
大庄村、雷圪崂村、山庄村、尚湾村和山庄林场。